# Липилин, Иван Семёнович
Иван Семёнович Липилин (28 декабря 1922, д. Большая Ижмора, Пензенская губерния, Российская империя — 16 мая 1994, Крупец, Курская область, Россия) — командир расчета 45-мм орудия 212-го стрелкового полка (49-я стрелковая дивизия, 33-я армия, 1-й Белорусский фронт). Полный кавалер ордена Славы.

## Биография
Родился 28 декабря 1922 года в селе Большая Ижмора, ныне Земетчинского района Пензенской области в семье рабочего. Русский.
В 1935 году окончил 5 классов школы в своем селе. В 1936 году уехал в Таджикистан. Жил в городе Гиссар, работал учеником каменщика, каменщиком на Гаиссарском кирпичном заводе.
В декабре 1941 года был призван в Красную Армию Гиссарским райвоенкоматом Сталинабадской области Таджикской ССР.
В боях Великой Отечественной войны с марта 1942 года в составе 49-й стрелковой дивизии принимал участие Сталинградской и Курской битвах, освобождал Белоруссию.
В боях 15-16 августа 1944 года в бою у деревни Дрейбулины (7 км северо-западнее населенного пункта Волковышки, ныне Вилкавишкис, Литва) разведчик 3-й батареи 121-го отдельного истребительно — противотанкового дивизиона старший сержант Липилин, действуя под огнем противника, своевременно распознавал все цели и передавал данные на батарею. Благодаря его действиям артиллеристы отбили все контратаки вражеской пехоты и танков, уничтожили 3 средних танка и свыше 100 гитлеровцев. Во время боя был ранен в ногу, но сделав себе перевязку, продолжал выполнять боевую задачу. Приказом по частям 49-й стрелковой дивизии от 31 августа 1944 года (№ 51/н) старший сержант Липилин Иван Семёнович награжден орденом Славы 3-й степени.
7-9 февраля 1945 года в боях за удержание плацдарм на левом берегу реки Одер у населенного пункта Брисков (6-9 км южнее города Франкфурт, Германия) командир расчета 45-мм орудия старший сержант Липилин, командуя расчетом, огнем из орудия способствовал отражению контратаки врага, уничтожив при этом свыше 10 пехотинцев. Приказом по войскам 33-й армии от 22 марта 1945 года (№ 68/н) старший сержант Липилин Иван Семёнович награжден орденом Славы 2-й степени.
16 апреля 1945 года в районе населенного пункта Визенау (Германия) расчет 45-мм орудия старшего сержанта Липилина находился в боевых порядках пехоты, поддерживая ее наступление огнем, подавил крупнокалиберный пулемет в доте и сразил несколько солдат, вооруженных фаустпатронами. Указом президиума Верховного Совета СССР от 15 мая 1946 года старший сержант Липилин Иван Семёнович награжден орденом Славы 1-й степени.
В декабре 1946 года был демобилизован. Вернулся в Таджикистан. Работал каменщиком в Сталинабадском ОСОАВИАХИМе, заведующим районным клубом, завскладом райвоенкомата. С 1949 года по 1956 год — грузчик технического снабжения «Таджикзолоторазведки», затем два года трудился каменщиком в стройуправлении. В 1959 году переехал в Курскую область. Работал каменщиком строительства Курского совнархоза, кочегаром жилкомотдела города Курска. В 1966—1971 гг. годах отбывал наказание в местах заключения (осужден по ст. 206 УК РСФСР «хулиганство»). После освобождения работал каменщиком в колхозе «Парижская коммуна» Беловского района Курской области. В 1987 году вышел на пенсию.
Жил в селе Крупец Беловского района Курской области. Скончался 16 мая 1994 года, похоронен на кладбище села Крупец.

## Награды
- орден Отечественной войны I степени (11.03.1985)
- орден Славы I степени № 1806 (15.05.1946)
- орден Славы II степени № 18180 (22.03.1945)
- орден Славы III степени № 173108 (31.08.1944)
- медали, в том числе:
  - «За оборону Сталинграда»
  - «За победу над Германией в Великой Отечественной войне 1941—1945 гг.»
  - «За взятие Берлина»
  - «За освобождение Варшавы»
  - «Ветеран труда»

## Память
В мае 2015 в центре слободы Белой была открыта Аллея Героев, и одна из стел увековечила память полного кавалера ордена Славы И. С. Липилина.